# فدریکا فونتانا
فدریکا فونتانا (انگلیسی: Federica Fontana؛ زاده ۳۰ آوریل ۱۹۷۷) یک شخصیت تلویزیونی و گوینده ورزشی اهل ایتالیا است.